# Derby (Colorado)
Derby is een plaats (census-designated place) in de Amerikaanse staat Colorado, en valt bestuurlijk gezien onder Adams County.

## Demografie
Bij de volkstelling in 2000 werd het aantal inwoners vastgesteld op 6423.

## Geografie
Volgens het United States Census Bureau beslaat de plaats een oppervlakte van
4,2 km², waarvan 4,2 km² land en 0,0 km² water.

## Plaatsen in de nabije omgeving
De onderstaande figuur toont nabijgelegen plaatsen in een straal van 8 km rond Derby.